# 数掛山城
数掛山城（かずけやまじょう）は、現在の京都府亀岡市本梅町西加舎（旧・丹波国桑田郡）にあった日本の城。

## 概要
半国山から東南2kmほどの地点にあり、標高538m、比高240mの尾根上に位置する。東に亀岡盆地、南に能勢方面が見渡せるが、城のある場所としては不自然とされる。
削平地には自然石が多く削平状態は悪いが、自然石の間を曲輪に上手く活用している。標高490mの地点に水場があり、城の南の谷間には虎渓谷（こけたに）千軒と呼ばれる中世の寺院跡がある。
城主は波多野氏または森氏とされているが、『丹波志桑田記』や『桑下漫録』は数掛山城主を波多野与兵衛とし、またこの周辺の上村荘は波多野与兵衛尉秀親が支配していた。天文22年（1553年）に三好長慶家臣の松永久秀・長頼兄弟らが「波多野与兵衛尉方城」（『細川両家記』）を攻め、秀親はその撃退に成功しているが、この城は数掛山城を指すものと考えられる。
波多野秀親の子孫が建てたという「波多野勘兵衛尉宗春墓碑」の碑文によると、明智光秀による丹波攻めの際に、数掛山城主（墓碑によると秀親）とその子らは亀山で自害させられたという。